# 中国動漫博物館
中国動漫博物館（ちゅうごくどうまんはくぶつかん、中国动漫博物馆）は、中華人民共和国杭州市のアニメと漫画をテーマにした世界最大規模の博物館である。

## 概要
中国国際動漫節が開催される杭州でアニメや漫画文化を世界に発信する常設の博物館を建設するプロジェクトが計画された。
設計の変更などを経て、2014年に着工し、2021年にオープンした。
特徴的な建物の中に、2万点の資料を収蔵している。

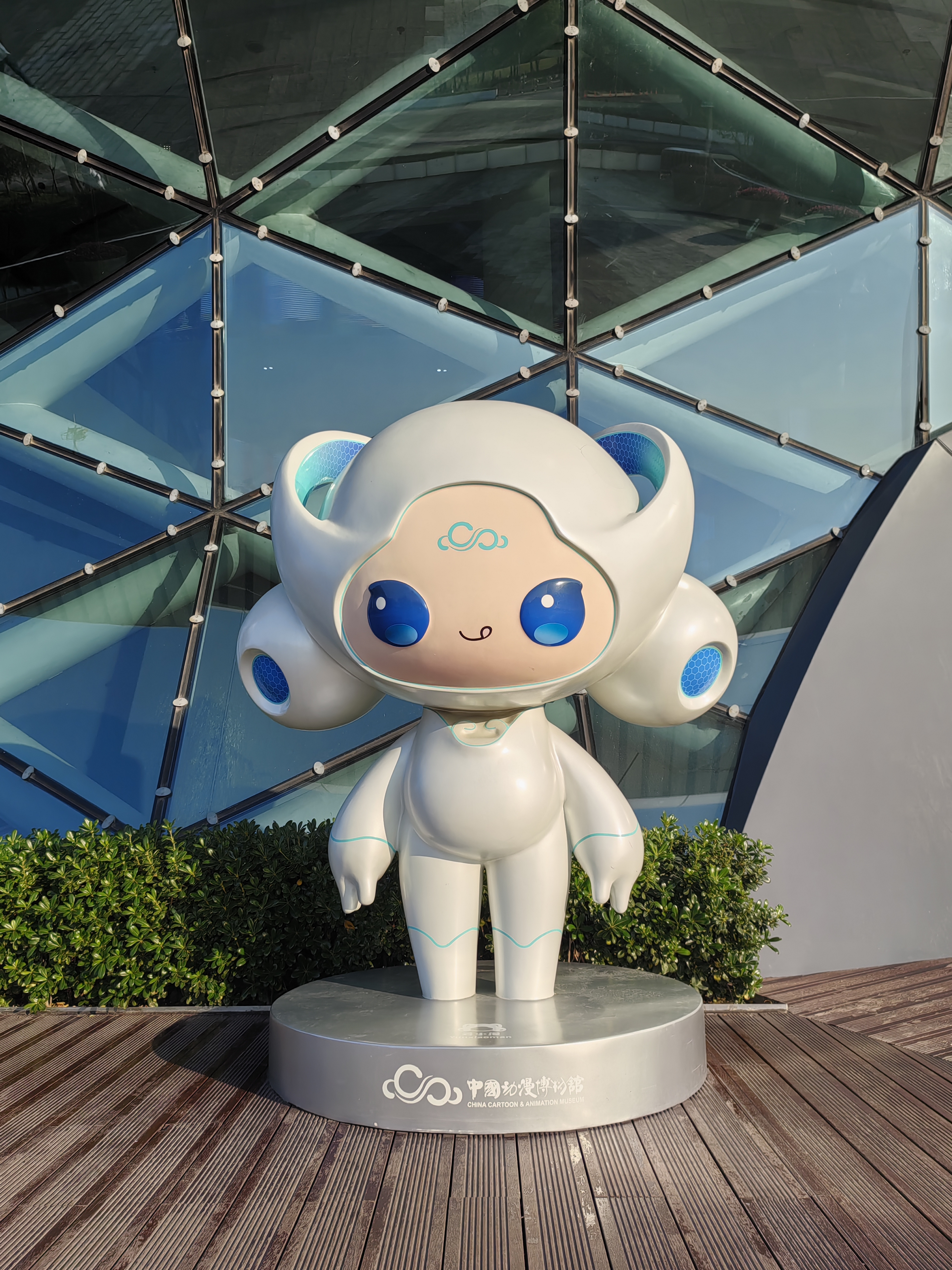
マスコットである「雲小漫」
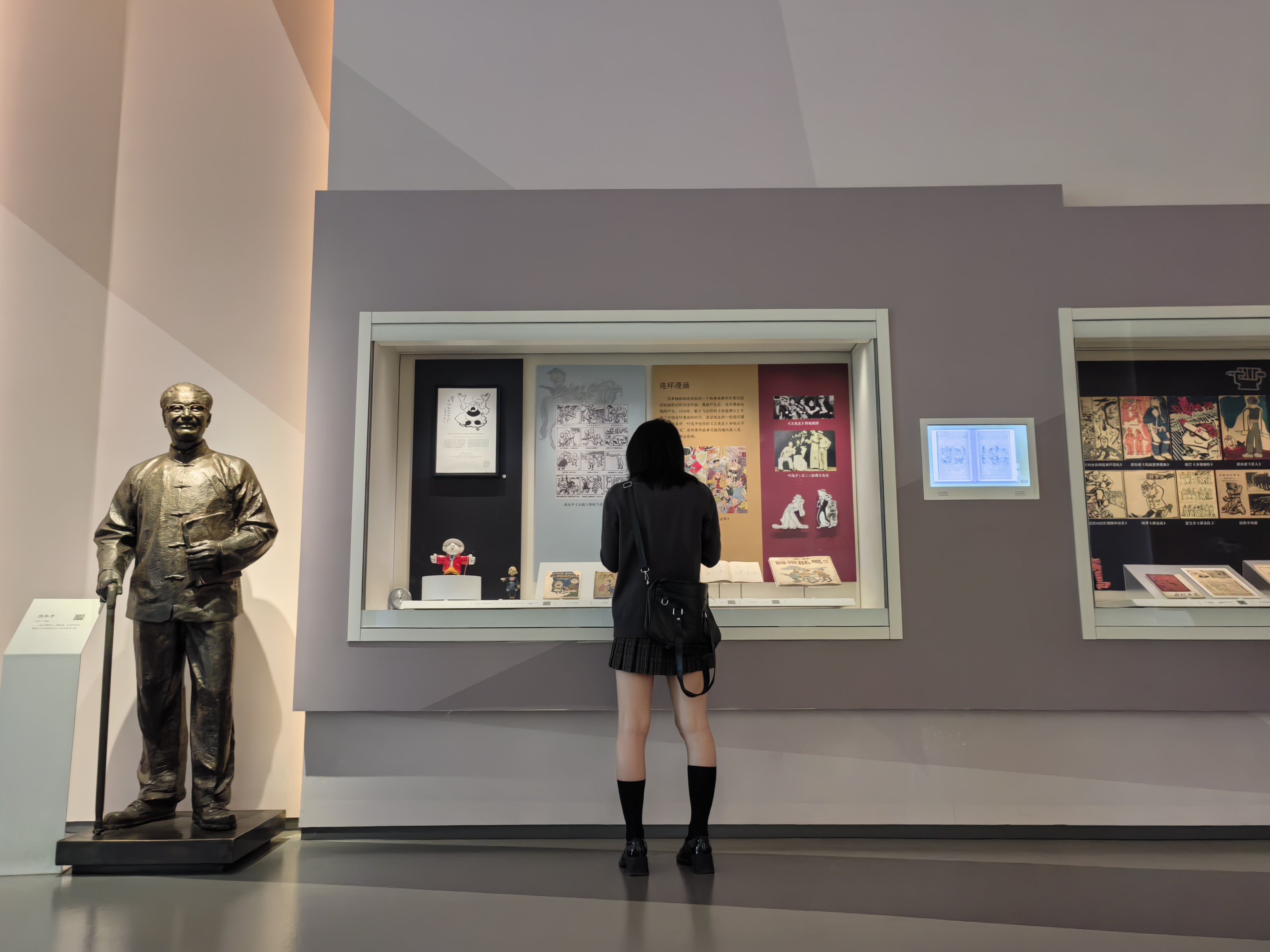
連環画
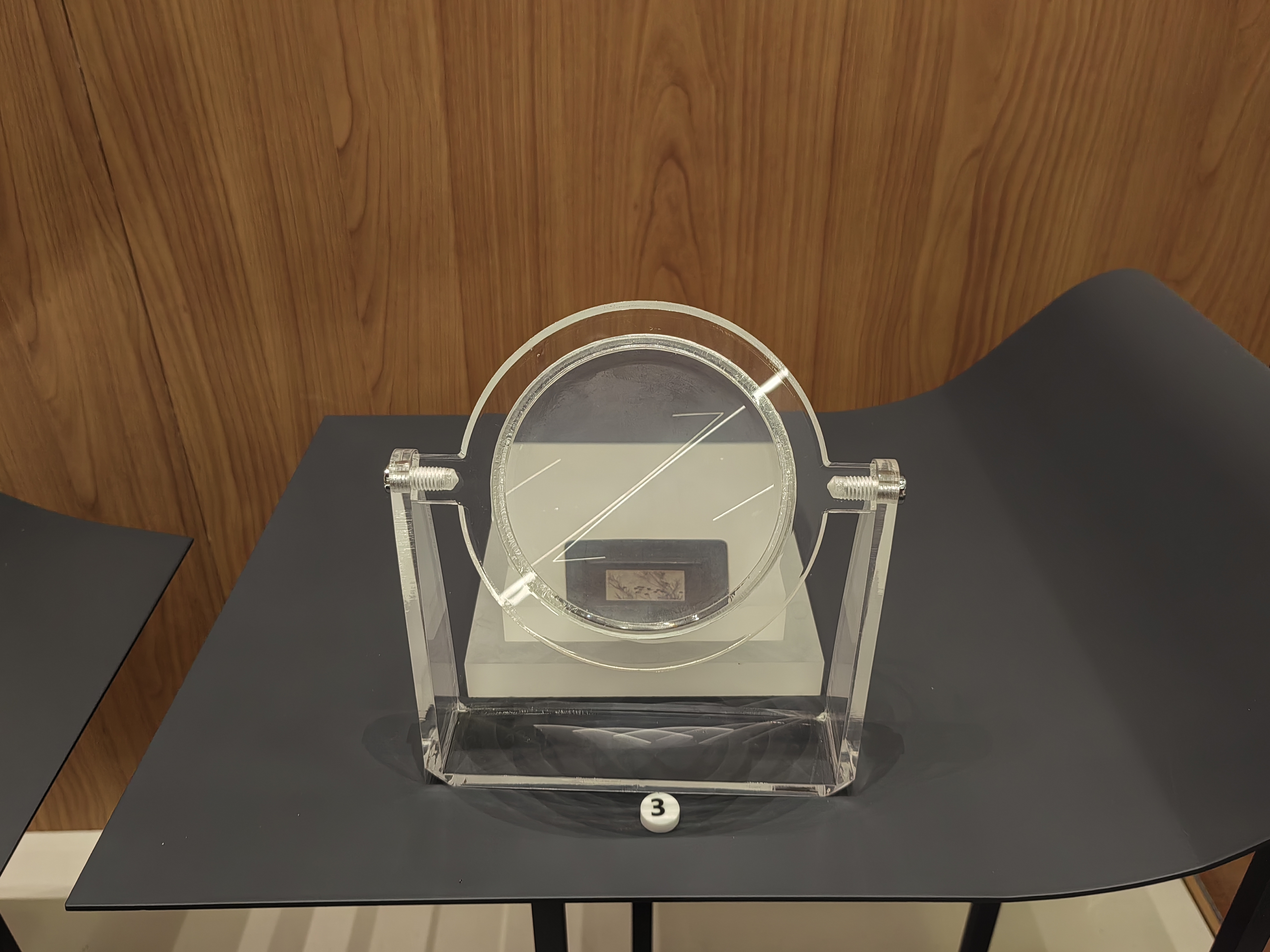
『おたまじゃくしがお母さんを探す』
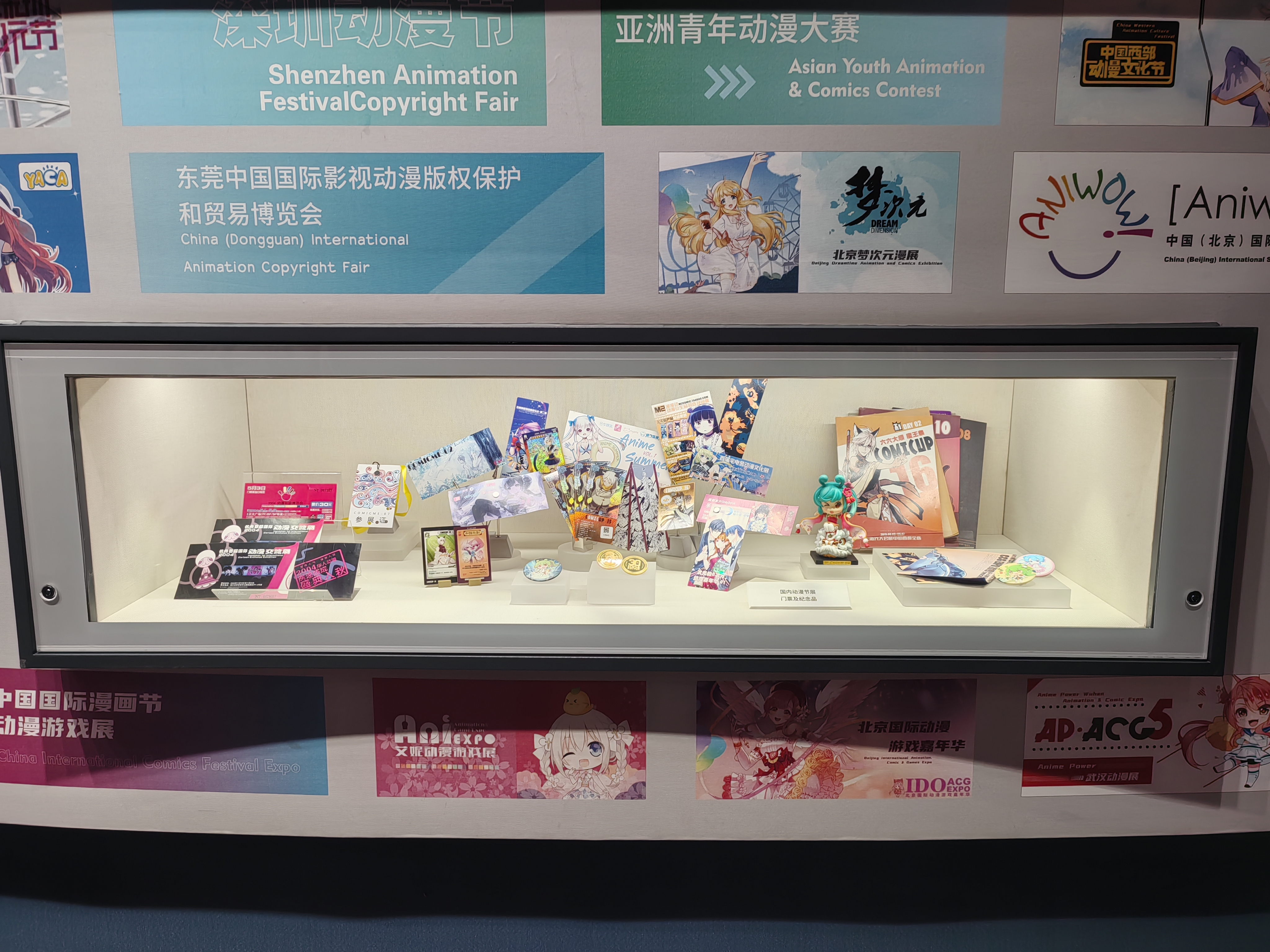
中華人民共和国のアニメコンベンションの入場券と記念品